# Neotachina angusticornis
Neotachina angusticornis là một loài ruồi trong họ Tachinidae.